# حارة الأيام السبع (التواهي)
حارة الأيام السبع هي إحدى حارات حي النجمة الحمراء الواقع بمديرية التواهي التابعة لمحافظة عدن، بلغ تعداد سكانها 416 نسمة حسب تعداد اليمن لعام 2004.